# Choshin Chibana
Choshin Chibana (知花朝信, Chibana Choshin) (Naha, 5 de julho de 1885 – 26 de fevereiro de 1969) foi um mestre de caratê, do estilo Shorin-ryu. Como legado, deixou estabelecida uma escola do estilo Shorin-ryu, a Kobayashi-ryu.
Entre os grandes mestres contemporâneos de karatedo, destaca-se o Grão Mestre Choshin Chibana. Natural de Oquinaua, Japão, desde os treze anos até o fim da vida, viveu intensamente para o Karatê-do, tendo ministrado ensinamentos durante 50 anos. Em 1960 foi homenageado pelo Jornal Okinawa Taimussu, como um exemplo a ser seguido por todos, pois, muito fez pelo engrandecimento do Karatê-do. Em 1968 foi condecorado pelo Imperador Hirohito com o título de comendador. Sempre modesto e dedicado, juntamente com seu Grão Mestre Anko Itotsu, introduziu uma série de inovações à arte marcial oquinauense. Chibana teve mais de cinco mil alunos. Em 1957 recebeu o título mais cobiçado por todos os caratecas: 10° dan.
Atualmente existem dois de seus principais seguidores:
- Mestre Katsuya Miyahira — Presidente da Shorin Ryu Internacional, Presidente da Federação Okinawense de Karate-Do e Presidente da Escola Shidokan.
- Mestre Yoshihide Shinzato — Hanshi (10° Dan) - a graduação mais alta da modalidade. Falecido em janeiro de 2008.